# Sphaleroptera
Sphaleroptera är ett släkte av fjärilar. Sphaleroptera ingår i familjen vecklare.
Kladogram enligt Catalogue of Life:
| Sphaleroptera | \| \| Sphaleroptera alpicolana \| \| \| \| \| \| Sphaleroptera lugubrana \| \| \| \| \| \| Sphaleroptera obscurana \| \| \| \| \| \| Sphaleroptera pallidana \| \| \| \| |
|               | \| \| Sphaleroptera alpicolana \| \| \| \| \| \| Sphaleroptera lugubrana \| \| \| \| \| \| Sphaleroptera obscurana \| \| \| \| \| \| Sphaleroptera pallidana \| \| \| \| |
|               | Sphaleroptera alpicolana |
|               | |
|               | Sphaleroptera lugubrana |
|               | |
|               | Sphaleroptera obscurana |
|               | |
|               | Sphaleroptera pallidana |
|               | |